# 魯王公主
魯王公主，朱姓，為明朝魯王朱以海的庶女，生母為次妃陳氏。是否册封为郡主，不可考，清末日初的台灣史學家連橫所撰寫的《臺灣通史》中，將朱氏列於〈列女列傳〉之首，稱「魯王公主」。同母姊妹朱氏為鄭成功次子鄭聰之妻。

## 生平
朱氏聰慧知書，善於刺繡。嫁給福建省泉州府南安縣的儒家學者鄭哲飛，生一男三女。
鄭哲飛死後，朱氏攜子女東渡東寧，依靠同宗的寧靖王朱術桂，居住在寧靖王府。永曆三十七年（1683年），潮王鄭克塽詔告東寧臣民舉國降清。寧靖王聞訊後，召集五位妃姬責難自己，五位妃子聽聞後於當晚一同自盡。次日，寧靖王將寧靖王印、冠裳束帶交予潮王克塽，回府後自縊殉國。殉國前，朱氏欲跟隨宗族長輩一同自裁，寧靖王勸其不可，朱氏從命；之後朱氏遂帶著婆婆以及四位子女移居他處。朱氏與家人過著困苦的生活，但朱氏勤勞做女紅，含辛茹苦，獨自侍奉婆婆、扶養子女。十餘年後，婆婆去世、兒子夭折，女兒則紛紛出嫁。孤獨的朱氏守齋獨居、嚴守節操；八十歲過世，鄉里鄰居皆以她為榜樣。

## 家族
- 父親：魯王朱以海
- 嫡母：魯王元妃張氏
- 继母：魯王繼妃張氏
  - 嫡兄：魯王世子朱弘柙
- 生母：魯王次妃陳氏
  - 胞兄：魯王世子朱弘桓

## 註解
1. ↑  1683年，潮王鄭克塽降清滅國，身為明朝宗親的魯王公主喪失貴族身分。
2. ↑  魯王朱以海為明太祖朱元璋庶十子魯荒王朱檀之九世孫。
3. ↑  根據前方參考史料，魯王朱以海之女有三位。其中，長女為繼妃張氏所生，嫁予閩安侯周瑞之子周衍昌。次女與三女則皆為次妃陳氏所生，而朱氏為其一。
4. ↑  魯王為魯藩國之親王；根據《皇明祖訓 · 職制》規定，皇女為「公主」、親王女及郡王嫡女為「郡主」，因此《臺灣通史》對朱氏的公主稱謂實為誤載。

## 史料
1. ↑  朱術桂.  . 维基文库. 女子三：長為繼妃張氏所生，選閩安侯周瑞長男衍昌為儀賓，未嬪尚；二女，俱陳氏出，未字。
2. ↑  《臺灣通史 · 列女列傳》：「明魯王女朱氏，聰慧知書，工刺繡。適南安儒士鄭哲飛，生一男三女。」
3. ↑  《臺灣通史 · 列女列傳》：「哲飛沒，姑挈子東入台灣，依寧靖王以居。」
4. ↑  《臺灣通史 · 列女列傳》：「及清軍克澎湖，寧靖王將死，朱氏欲自裁，王曰：『姑存子幼，胡可死？興滅繼絕，事固有重於死者矣。』朱氏涕泣從命，奉姑別居。」
5. ↑  《臺灣通史 · 列女列傳》：「衣食不贍，勤操女紅，深夜始息，含辛茹苦，垂十餘年。女嫁姑亡，子且繼沒，遂持齋獨處，節操尤堅。卒年八十餘，邑人欽之，以為女師。」